# Palaiargia stellata
Palaiargia stellata är en trollsländeart som först beskrevs av Friedrich Ris 1915.  Palaiargia stellata ingår i släktet Palaiargia och familjen dammflicksländor. Inga underarter finns listade i Catalogue of Life.